# La Bellière (Orne)
Pour les articles homonymes, voir La Bellière.
La Bellière est une commune française, située dans le département de l'Orne en région Normandie, peuplée de 129 habitants.

## Géographie
La commune de La Bellière est limitée au nord par Vrigny et Saint-Christophe-le-Jajolet, à l'est par Montmerrei et Le Cercueil, à l'ouest par La Lande-de-Goult et Francheville. L'activité principale de ce territoire —  est essentiellement l'élevage des bovins — mais son originalité est la part importante prise par de la forêt : le bois de Grandmont et le bois l'Évêque, qui prolongent le massif d'Écouves, recouvrent en effet un peu plus de la moitié de l'espace, soit 750 ha pour une superficie totale de 1 391 ha. Le territoire de la commune est inclus dans le parc naturel régional Normandie-Maine et fait partie du Réseau Natura 2000 Écouves.
Avant la construction — sous l'Ancien Régime — de la route nationale 158 (ou route royale ou impériale selon les régimes politiques) — actuellement D 958 — reliant Alençon à Argentan (par Sées et Mortrée), le « grand chemin » empruntait un itinéraire plus court entre ces deux villes importantes en passant par la Croix de Médavy, Francheville, Fleuriel, Sarceaux (il passait donc en bordure de la paroisse de La Bellière). Cette voie de communication aurait suivi en partie le tracé de l'antique voie romaine entre Argentan et Goult.
En quittant par le sud la ville d'Argentan, à une altitude d'environ 161 m, en direction de La Bellière, on traverse la riche plaine éponyme (avec ses grandes parcelles de cultures, ses maisons construites en « pierre blanche » — en calcaire facile à tailler et à scier —, ses routes plates et droites). Mais, après le hameau de Montpertuis — le bien nommé :  « passage vers les Monts » — (sur Fleuré), l'environnement change : la route s'élève, ondule et sinue ; les vastes cultures laissent  place aux petites prairies ; les bois apparaissent ; les murs sont constitués de pierre grise et dure. C'est que, en peu de distance, on quitte le fond d'une mer datant du mésozoïque (anciennement appelé Jurassique de l'ère secondaire qui s'écoula de 205 à 137 millions d'années et qui connut les dinosaures). On aborde alors la partie orientale du Massif armoricain qui s'est formé entre 540 millions et 4,5 milliards d'années pendant la période la plus ancienne de l'histoire de la terre le paléozoïque ou ère primaire, plus précisément le précambrien (qui à lui seul, avec ses algues et ses animaux à coquille rigide, occupe près de 90 % de l'histoire de la Terre). Cette avancée primaire formait un cap dans la mer du jurassique. Sans atteindre les 416 m du mont des Avaloirs, point culminant de l'Ouest de la France, ou les 413 m du signal d'Écouves tout proche, point culminant de la Normandie, le bourg de La Bellière est déjà à l'altitude de 215 m et d'autres parties de la commune atteignent 363 m ; le relief de la commune est donc assez tourmenté. Le grès quartzeux, le granite affleurent avec des inclusions datant de l'Ordovicien ; aussi sur ces sols acides la lande remplace-t-elle par endroits la forêt.
Les lieux-dits de la commune sont : l'Être aux Allains, l'Être Bouley, l'Être Clouet, l'Être Gourbe, la Gerrière, la Haute Bellière, la Hunière, la Roche, la Rochette, le Bourg, le Château, le Grais, le Logis, le Plessis, Rochereuil.
| Boischampré (comm. déléguée de Vrigny), Francheville | Boischampré (comm. déléguées de Vrigny et de Saint-Christophe-le-Jajolet) | Boischampré (comm. déléguée de Saint-Christophe-le-Jajolet) |
| Francheville                                         | La Bellière                                                               | Montmerrei                                                  |
| La Lande-de-Goult                                    | La Lande-de-Goult, Le Cercueil                                            | Le Cercueil                                                 |

### Hydrographie
La commune est située dans le bassin Seine-Normandie. Elle est drainée par le ruisseau de Clairefontaine, le ruisseau de Landrion, le fossé 01 de l'Étre Gourbe, le fossé 05 du Plessis et le ruisseau des Vallées,,.

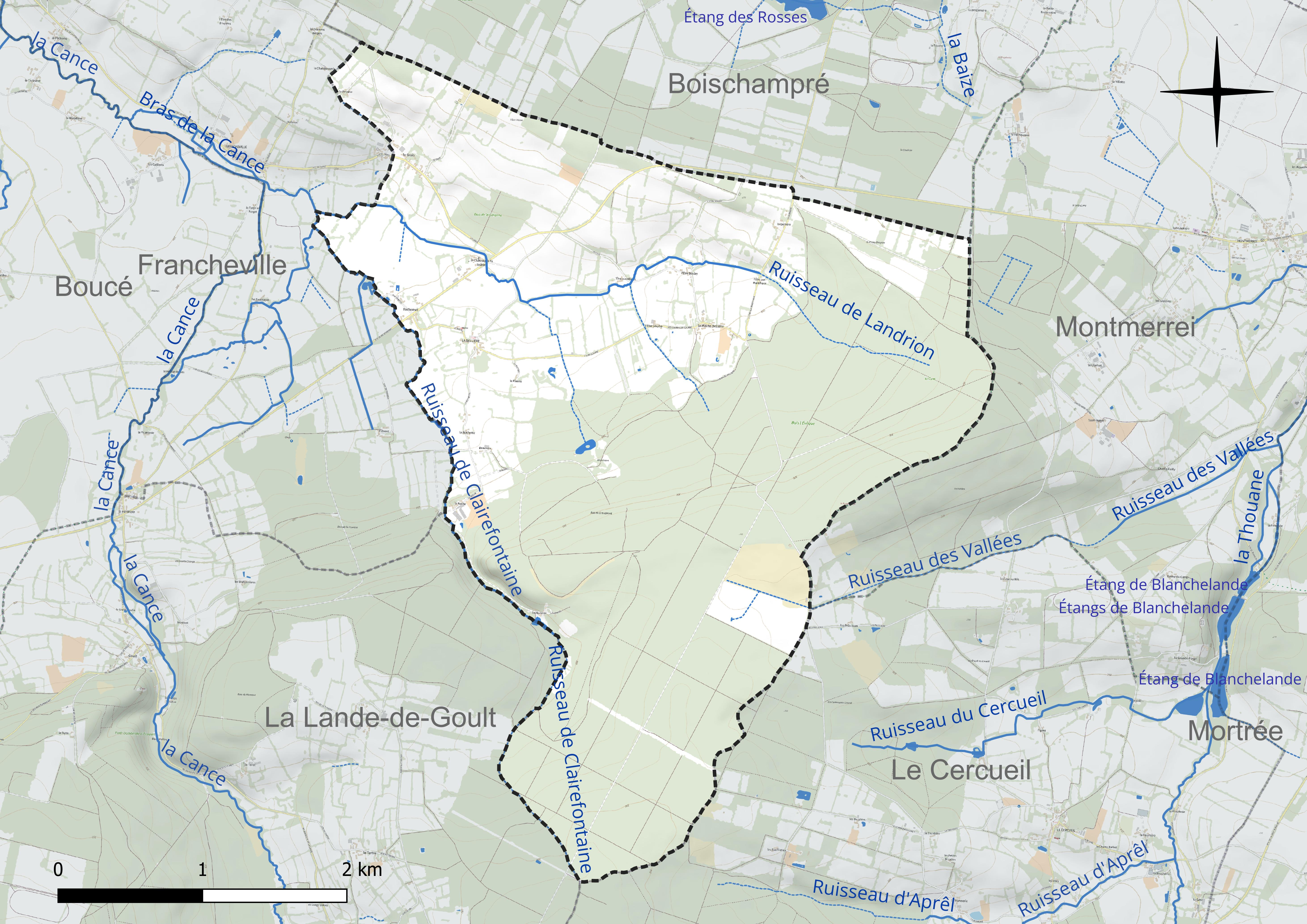
Réseau hydrographique de la Bellière.

### Climat
Pour des articles plus généraux, voir Climat de la Normandie et Climat de l'Orne.
En 2010, le climat de la commune est de type climat océanique altéré, selon une étude du CNRS s'appuyant sur une série de données couvrant la période 1971-2000. En 2020, Météo-France publie une typologie des climats de la France métropolitaine dans laquelle la commune est dans une zone de transition entre le climat océanique et le climat océanique altéré et est dans la région climatique Normandie (Cotentin, Orne), caractérisée par une pluviométrie relativement élevée (850 mm/a) et un été frais (15,5 °C) et venté. Parallèlement le GIEC normand, un groupe régional d’experts sur le climat, différencie quant à lui, dans une étude de 2020, trois grands types de climats pour la région Normandie, nuancés à une échelle plus fine par les facteurs géographiques locaux. La commune est, selon ce zonage, exposée à un « climat contrasté des collines », correspondant au Bocage normand, bien arrosé, voire très arrosé sur les reliefs les plus exposés au flux d’ouest, et frais en raison de l’altitude.
Pour la période 1971-2000, la température annuelle moyenne est de 10,1 °C, avec une amplitude thermique annuelle de 13,9 °C. Le cumul annuel moyen de précipitations est de 856 mm, avec 12,5 jours de précipitations en janvier et 7,3 jours en juillet. Pour la période 1991-2020, la température moyenne annuelle observée sur la station météorologique la plus proche, située sur la commune d'Argentan à 13 km à vol d'oiseau, est de 11,1 °C et le cumul annuel moyen de précipitations est de 691,9 mm,. Pour l'avenir, les paramètres climatiques de la commune estimés pour 2050 selon différents scénarios d’émission de gaz à effet de serre sont consultables sur un site dédié publié par Météo-France en novembre 2022.

## Urbanisme

### Typologie
Au 1er janvier 2024, La Bellière est catégorisée commune rurale à habitat très dispersé, selon la nouvelle grille communale de densité à sept niveaux définie par l'Insee en 2022.
Elle est située hors unité urbaine. Par ailleurs la commune fait partie de l'aire d'attraction d'Argentan, dont elle est une commune de la couronne,. Cette aire, qui regroupe 50 communes, est catégorisée dans les aires de moins de 50 000 habitants,.

### Occupation des sols
L'occupation des sols de la commune, telle qu'elle ressort de la base de données européenne d’occupation biophysique des sols Corine Land Cover (CLC), est marquée par l'importance des forêts et milieux semi-naturels (54,3 % en 2018), en diminution par rapport à 1990 (55,3 %). La répartition détaillée en 2018 est la suivante : 
forêts (54,3 %), prairies (40,8 %), terres arables (4,9 %). L'évolution de l’occupation des sols de la commune et de ses infrastructures peut être observée sur les différentes représentations cartographiques du territoire : la carte de Cassini (XVIIIe siècle), la carte d'état-major (1820-1866) et les cartes ou photos aériennes de l'IGN pour la période actuelle (1950 à aujourd'hui).

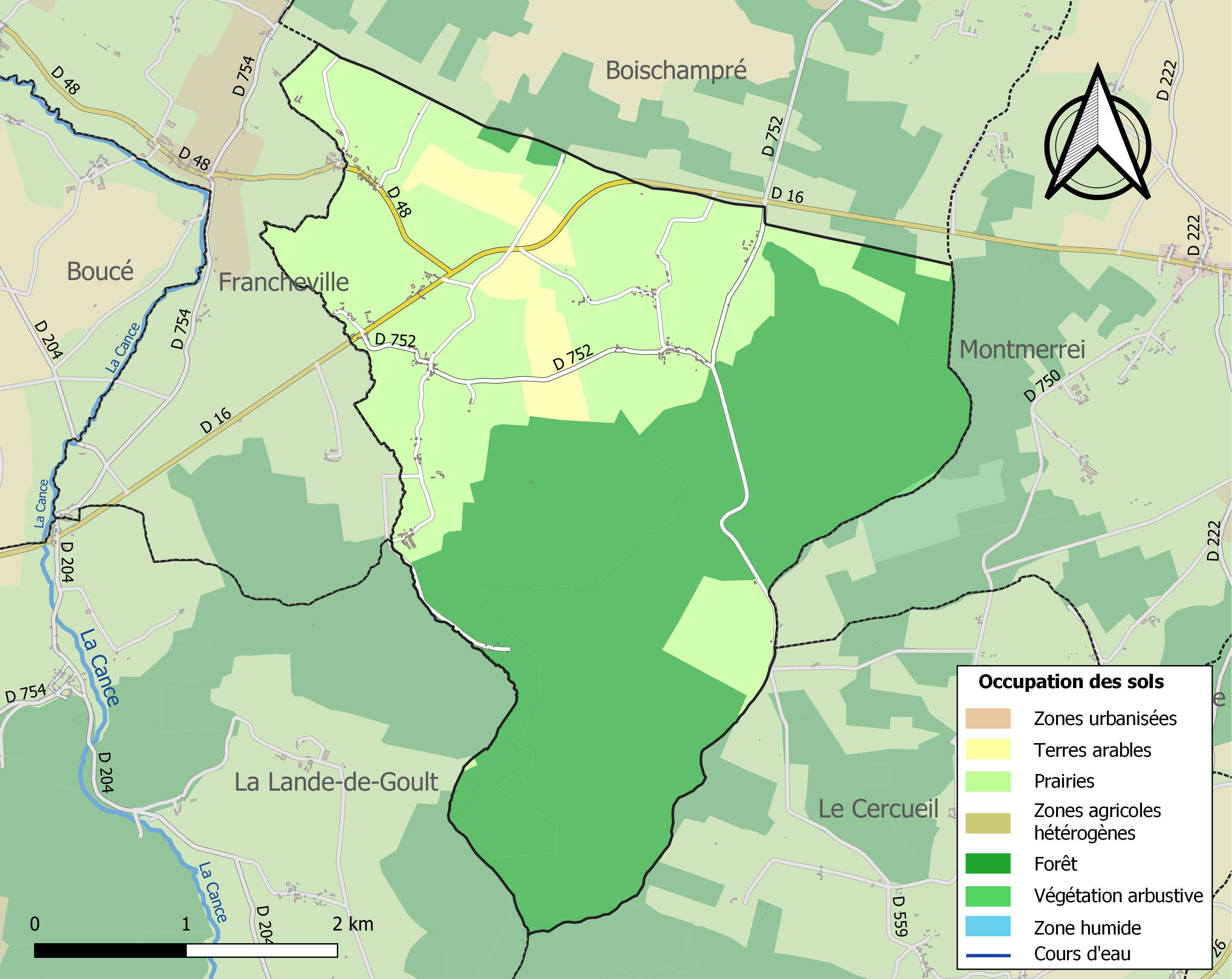
Carte des infrastructures et de l'occupation des sols de la commune en 2018 (CLC).

## Toponymie
Le nom de la localité est attesté sous la forme Berleria en 1240,,
Le toponyme semble être dû à un caractère physique du lieu, de bele, forme dialectale équivalente de l'ancien français berle (lui-même issu du bas latin berula) signifiant « cresson ». Le radical est complété par le suffixe -ière indiquant la présence (en d'autres lieux ornais, le toponyme Belletière est plus répandu). Sachant que pour se développer, cette plante requiert de l'eau de source saine et non stagnante, le site de la Bellière aurait donc été reconnu de longue date comme très favorable à cette plante crucifère, une cressonnière naturelle en quelque sorte. Cette interprétation se trouve appuyée par le nom du ruisseau local : le ruisseau de Claire Fontaine. Il pourrait aussi s'agir d'un toponyme médiéval ondé sur un anthroponyme comme la plupart des noms en -ière et -erie, comme Albert Dauzat et Charles Rostaing le suggèrent en seconde hypothèse, proposant Bel, mais ce nom est rare dans l'Ouest de sorte que Bellier, aujourd'hui patronyme fréquemment attesté, pourrait aussi convenir.
Le gentilé est Bellion.

## Histoire
Sous l'Ancien Régime, la paroisse est rattachée au diocèse de Séez (doyenné de Macé) , au parlement de Rouen, à l'intendance d'Alençon, à l'élection d'Argentan et à la sergenterie du Breton d'O. La paroisse est sous le patronage du prieuré Beaumont-Bellière (c'est le prieur de ce monastère qui propose le nom du futur curé à l'évêque de Séez et une partie des dîmes de cette modeste paroisse revient aux religieux grandmontains).
Vers 1500,  Jean Le Fort — abbé du monastère de Silly-en-Gouffern — fait construire une chapelle dans les bois de la Bellière.
Au XIXe siècle, à Paris, le Bois de la Hunière, situé sur la Bellière, est acheté par M. d'Audiffret-Pasquier (dont les descendants habitent toujours le château de Sassy) à M. Duval.
En 1943-1944, une cache du maquis de Vrigny est installée dans les ruines de Grandmont. En mars 1944, elle est attaquée par la police et la gendarmerie française. Des fusils, munitions, fausses cartes sont saisis. Les résistants Robert Gagnaire et Jacques Louvel sont arrêtés, déférés aux autorités allemandes qui les interrogent brutalement et les condamnent à mort. Ils sont fusillés — avec quatre autres maquisards — le 27 avril 1944 dans une carrière à Saint-Germain-du-Corbéis. Marcel Richard — cultivateur à La Bellière, qui fournissait nourriture et planque aux résistants — est arrêté.

## Politique et administration
| Période                                  | Période   | Identité         | Étiquette | Qualité     |
| ---------------------------------------- | --------- | ---------------- | --------- | ----------- |
| 1801                                     |           | Conté            |           |             |
| 1807                                     |           | Jean Sassier     |           |             |
| 1814                                     |           | Jacques Defrance |           |             |
| 1825                                     |           | Jacques Lefèvre  |           |             |
| 1827                                     |           | Nicolas Barrey   |           |             |
| 1830                                     |           | Defrance         |           |             |
| 1832                                     |           | Jacques Adam     |           |             |
|                                          |           |                  |           |             |
| juin 1995                                | mars 2002 | Émile Huette     | SE        | Agriculteur |
| mars 2002                                | En cours  | René Geslin      | SE        | Agriculteur |
| Les données manquantes sont à compléter. |           |                  |           |             |

Le conseil municipal est composé de onze membres dont le maire et deux adjoints.

## Démographie
L'évolution du nombre d'habitants est connue à travers les recensements de la population effectués dans la commune depuis 1793. Pour les communes de moins de 10 000 habitants, une enquête de recensement portant sur toute la population est réalisée tous les cinq ans, les populations de référence des années intermédiaires étant quant à elles estimées par interpolation ou extrapolation. Pour la commune, le premier recensement exhaustif entrant dans le cadre du nouveau dispositif a été réalisé en 2008.
En 2022, la commune comptait 129 habitants, en évolution de +4,88 % par rapport à 2016 (Orne : −3,21 %, France hors Mayotte : +2,11 %).
La Bellière a compté jusqu'à 541 habitants en 1836.
| 1793 | 1800 | 1806 | 1821 | 1836 | 1841 | 1846 | 1851 | 1856 |
| ---- | ---- | ---- | ---- | ---- | ---- | ---- | ---- | ---- |
| 498  | 426  | 508  | 515  | 541  | 508  | 538  | 515  | 511  |

| 1861 | 1866 | 1872 | 1876 | 1881 | 1886 | 1891 | 1896 | 1901 |
| ---- | ---- | ---- | ---- | ---- | ---- | ---- | ---- | ---- |
| 493  | 439  | 462  | 404  | 380  | 386  | 380  | 336  | 303  |

| 1906 | 1911 | 1921 | 1926 | 1931 | 1936 | 1946 | 1954 | 1962 |
| ---- | ---- | ---- | ---- | ---- | ---- | ---- | ---- | ---- |
| 281  | 248  | 221  | 201  | 183  | 171  | 231  | 185  | 167  |

| 1968 | 1975 | 1982 | 1990 | 1999 | 2006 | 2008 | 2013 | 2018 |
| ---- | ---- | ---- | ---- | ---- | ---- | ---- | ---- | ---- |
| 153  | 128  | 116  | 101  | 103  | 107  | 109  | 121  | 128  |

| 2022 | - | - | - | - | - | - | - | - |
| ---- | - | - | - | - | - | - | - | - |
| 129  | - | - | - | - | - | - | - | - |

## Lieux et monuments
(décembre 2013).

### Le camp romain
Des « emplacements retranchés [sic] », datés de l'invasion romaine de la Gaule, ont bien  été repérés vers 1835 sur le territoire de La Bellière par les membres de la Société des antiquaires de Normandie. Ces vestiges se situent entre le « camp de César » (ou du Châtellier, sur les bruyères de Blanche-Lande) à Montmerrei, le « camp retranché de César » sur les hauteurs de Goult, le « camp du Feuillet » (près du hameau de Cordey à Boucé) et le « camp avancé de César » (ou camp des Sarrazins) à Francheville. Ces lieux fortifiés forment autour de La Bellière un vaste ensemble défensif à l'intérieur duquel existait tout un réseau de communications (essentiellement terrestres à l'époque). Chaque légion romaine — sous le commandement suprême de Jules César, vers l'an 50 av. J.-C.  — a laissé des traces d'occupation dans ses « camps fortifiés ». Cependant, il n'est pas rare que, sur un site que la tradition orale date de l'époque romaine, les archéologues trouvent aussi du mobilier, des monnaies datant des peuples gaulois, des outils, des armes en pierre taillée (de l'âge du paléolithique) ou en pierre polie (de l'âge du néolithique). Cela atteste que ces lieux bien situés militairement (généralement sur les hauteurs ou près d'un cours d'eau ou d'une voie naturelle de communication) ont été utilisés bien avant la guerre des Gaules. Compte tenu de ces camps romains très proches, il n'est pas étonnant que des lignes de retranchement aient été mises au jour sur les bruyères de la commune sans constituer pour autant un camp.

### Bois de Grandmont
C'est une partie des Bois-l'Évêque qui prolongent vers le nord la forêt d'Écouves Cette partie des Bois l'Évêque prit le nom du monastère qui y fut édifié en 1168 et qui occupa le site pendant 600 ans (voir ci-dessous). Plus tard, entre le XVe et XIXe siècles, la forêt fut largement mise à contribution pour la fabrication du charbon de bois indispensable à la  métallurgie en approvisionnant les nombreux hauts fourneaux du secteur (Boucé, Carrouges, Rânes). Cela attira durablement bûcherons, charbonniers auxquels il convient d'ajouter les nombreux muletiers, charretiers ou voituriers (équivalents des routiers d'aujourd'hui) avec des débits de boisson, des maréchaux-ferrants, charrons. De ce fait, en 1763, le nombre d'habitants de cette paroisse pourtant constituée majoritairement de forêt s'élevait à 610 habitants répartis en 135 feux. Au XXe siècle, entre 1941 et 1944, le bois de Grandmont et des environs immédiats retrouva son utilité ancienne : des coupes de bois y furent faites à la demande des autorités allemandes pour fournir spécialement le charbon de bois nécessaire au fonctionnement des voitures, autocars et camions roulant au gazogène. L'entreprise Gagnaire du Châtellier qui servait d'intermédiaire avait installé ses quartiers dans l'ancien moulin de Vrigny où se trouvaient aussi les locaux d'hébergement de certains bûcherons. C'est depuis ce regroupement occasionnel de population et de l'environnement propice à la clandestinité que naquit en 1943 la résistance armée à l'occupant nazi comme le maquis de Vrigny.

### Prieuré Notre-Dame de Grandmont
Au milieu de la forêt, à l'écart des villes et villages (au « désert » donc, comme on fit dès l'origine pour l'abbaye-chef d'Ordre, des environs de Limoges), on trouve dans une clairière de La Bellière d'environ 6 hectares (350 sur 170 m) quelques murs en ruine ayant constitué jusqu'à la fin du XVIIIe siècle un petit monastère (communément  appelé prieuré) qui dépendait de l'abbaye de Grandmont (aussi appelée abbaye des Bonshommes de Grandmont) en Limousin. Ces succursales, appelées « bonhomies » par la population, étaient construites dans cet ordre religieux selon un plan-type : autour d'une cour carrée de 60 pieds de côté — environ 20 m — étaient disposés les bâtiments qui formaient eux aussi un carré de 120 pieds — environ 40 m — ; l'église, orientée vers Jérusalem à l'est, constituait le nord de l'ensemble — exceptionnellement le sud, pour tenir compte des caractéristiques du terrain —. Un petit cloître, à l'intérieur de la cour centrale, permettait aux religieux d'accéder aux différentes parties du monastère.
L'ordre de Grandmont  commença d'exister en 1076 sur la montagne de Muret, près de Limoges, autour d'un ermite de grande réputation : Étienne de Muret. En 1124, à la mort de ce dernier, les premiers responsables (ou prieurs) organisèrent le fonctionnement de la nouvelle communauté en faisant approuver par le pape leur propre règle de vie (largement inspirée de la règle de saint Benoît mais avec des dispositions novatrices : végétaliens avant la lettre, ces religieux devaient vivre d'aumônes mendiées à la porte des églises et des châteaux. Les premiers Grandmontains furent chassés de leur implantation de Muret et se déplacèrent en un lieu plus retiré encore (ou « désert ») nommé Grandmont dans la Haute-Vienne. La canonisation du fondateur eut lieu en 1189. Le nouvel ordre religieux prospéra rapidement — avec l'appui du roi anglais Henri II Plantagenêt qui cherchait à augmenter son influence dans la partie du royaume de France qu'il occupait — et le premier monastère de Grandmont-Limousin (qui portait seul le nom de prieuré) essaima en France et en Angleterre en créant plus de 150 succursales, appelées « celles », hébergeant au plus une dizaine de moines. Chaque communauté était composée de « frères » égaux en droit: des « moines-prêtres » et des « moines-laics » (ou convers ) mais, contrairement aux autres ordres d'hommes, elle était sous la responsabilité d'un convers alors appelé « correcteur » ; cela  engendra rapidement de vives tensions parmi les Grandmontains. La dédicace (ou consécration) de l'église monastique de la Bellière — élément central d'une telle fondation — est connue ; elle fut faite en 1168 par l'évêque de Séez Roger Froger (ancien aumônier du roi Henri II d'Angleterre, il consacra aussi l'église de la chartreuse (voir ordre des Chartreux du Val Dieu dans le Perche). Selon des traditions orales non totalement confirmées par des écrits (les moines grandmontains ne devant pas conserver d'archives selon leur règle initiale) le site de la Bellière aurait été occupé précédemment par une Maison-Dieu ou (léproserie) accueillant les malades lépreux que l'on cherchait à éloigner le plus possible des villes et villages pour éviter la contagion. À la fin du XIIIe siècle, le monastère de La Bellière ne comptait que cinq religieux. En 1317, sur décision du pape d'Avignon Jean XXII, l'ordre de Grandmont fut réformé (son organisation fut rapprochée de celle des ordres monastiques préexistants : une seule abbaye en Limousin et seulement trente-neuf prieurés). C'est pourquoi la communauté monastique (ou « Celle ») de La Bellière, qui comptait sept religieux, devint un prieuré-annexe du prieuré Saint-Étienne de Grandmont-lez-Beaumont (fondé vers 1175, sous le patronage de la Vierge et de saint Étienne, par Robert Ier de Meulan, puissant seigneur normand proche du duc de Normandie et roi d'Angleterre. Actuellement quelques ruines de ce prieuré de Beaumont subsistent sur la commune du Noyer-en-Ouche près de Beaumont-le-Roger dans le département de l'Eure).
En 1755, les religieux de la Bellière obtinrent du roi l'autorisation d'abattre des arbres dans la forêt royale voisine pour réparer leurs bâtiments (l'église prieurale ayant perdu une partie de sa toiture était déjà désaffectée) ; les travaux ne furent pas complètement achevés. Face à la crise générale de l'institution monastique au XVIIIe siècle, un chapitre général des Grandmontains eut lieu à l'abbaye-mère près de Limoges en 1768 pour statuer sur l'avenir de l'Ordre : réforme sévère, rapprochement avec d'autres ordres ou dissolution (Les représentants du prieuré de Beaumont-Bellière étaient le prieur en titre dom Silvain du Ligondès ainsi que trois frères : dom Chabannes, dom Bernard et dom Tesnières). En 1772, consécutivement à l'appauvrissement des simples moines (le revenu annuel net du prieuré de La Bellière était de 1 000 livres, contre 2 000 livres à Beaumont et 9 000 livres au prieuré bénédictin de Goult tout proche) dû également aux dépenses somptuaires des abbés et prieurs commendataires (Le dernier prieur commendataire de Beaumont-La Bellière était en 1783 le chanoine Mathieu de Langle de Dardes, vicaire-général d'Évreux et aumônier de Madame Victoire, fille de Louis XV).
L'ordre de Grandmont ou ordre des Grandmontains fut dissous par le pape Clément XIV ; mais cette suppression ne deviendra effective en France qu'après un recours infructueux des moines auprès du Saint-Siège puis la décision finale du roi Louis XVI en 1784. Les derniers prieurs de Beaumont-Bellière furent : Charles Frémon (1643), réformateur de l'ordre selon l'étroite observance ; François Frémon (1684) ; Gérard Pinchon (1694) ; François-Louis Alleaume (1717) ; Silvain du Ligondès (1749) ; Mathieu-René de Langle de Dardes (1783). Les biens du prieuré de Grandmont de La Bellière furent alors dévolus à l'évêché de Séez. Les quatre moines qui restaient pour le prieuré Beaumont-Bellière quittèrent les lieux avec une pension. Les bâtiments, terres et bois du prieuré de La Bellière furent alors loués à bail par le diocèse de Séez à un particulier qui  transforma l'ensemble en ferme (ce qui prolongea d'un siècle une partie des bâtiments). Pendant la Révolution de 1789 — au cours de laquelle les propriétés de l'Église et de la noblesse avaient été déclarés biens nationaux —  l'ancien prieuré de La Bellière (en assez mauvais état, en particulier l'église partiellement découverte) fut acheté en octobre 1791 par le citoyen Duhamel-Cally et le lieu-dit prit le simple nom de Grandmont. En 1800, les lieux sont habités par François, Charles et Jean Tavernier (qui se déclarent propriétaires) ainsi que par Jacques Lecoq, garde ; selon les plans, le chœur de l'église a disparu au moment de la Révolution. En 1881, les derniers habitants de Grandmont figurant au recensement sont six personnes (dont cinq, qui ont dépassé 60 ans, sont dits cultivateurs ; le dernier est couvreur (cela sous-entend la persistance de bâtiments d'habitation clos de murs et de toitures) ; ces derniers occupants sont répartis en trois foyers distincts. Mais, au recensement suivant en 1886, plus personne n'est recensé sur le site de Grandmont.
Aujourd'hui, les quelques pans de murs de l'ancienne église monastique sont envahis par la végétation et entourés de prairies ; quelques bovins y cherchent encore un abri contre les vents. L'ancienne clairière est située à 1 600 m au sud-est de l'église de La Bellière. C'est une propriété privée.

### Église paroissiale Saint-Melaine
Quelques années avant la Révolution de 1789 après la fermeture du monastère et la vente du domaine, l'évêché ou le nouveau propriétaire firent vraisemblablement transporter dans l'église paroissiale de La Bellière une partie du mobilier de fort belle facture qui meublait le prieuré. Il s'y trouve encore actuellement. On retrouve en effet en maints endroits cette pratique ancienne pour sauvegarder des objets religieux devenus inutiles dans leur site d'origine, stalles, ornements liturgiques (voir paramentique) , reliquaires, tableaux, orgues, cloches). Ainsi en Limousin dans les paroisses autour de l'abbaye de Grandmont (cœur de l'Ordre) ou — plus près dans l'Orne — autour de la Chartreuse du Val-Dieu, à Longny-au-Perche par exemple.  L'actuelle église de La Bellière — reconstruite au XIXe siècle et consacrée à saint Melaine, patron de la paroisse — constitue — avec le presbytère et le petit oratoire voisin dédié à Notre-Dame-des-Victoires — un patrimoine rural modeste mais riche du point de vue historique et artistique.

### Autres monuments
- L'oratoire Notre-Dame-des-Victoires (1887) préfigure un nouveau type de statues qui se développent après les apparitions de la Vierge (La Salette 1846, Lourdes 1858, Pontmain 1871).
- Le moulin à foulon existait en 1810 près de Rochereuil. Il fonctionnait grâce à une retenue d'eau alimentée par le ruisseau de Claire-Fontaine.